# 新切列姆霍沃市镇
新切列姆霍沃市镇（俄语：Новочеремховское муниципальное образование）是俄罗斯联邦伊尔库茨克州扎拉里区所属的一个市镇。其下辖有个居民点，行政中心为新切列姆霍沃。据2016年统计，该市镇的人口为625人。